# Rockolding
Rockolding ist ein Gemeindeteil der Stadt Vohburg an der Donau im oberbayerischen Landkreis Pfaffenhofen an der Ilm.

## Geografie
Das Kirchdorf liegt an der Nordgrenze des Landkreises Pfaffenhofen an der Ilm, etwa 17 Kilometer donauabwärts von Ingolstadt zwischen Münchsmünster und Ernsgaden. Rockolding ist etwa vier Kilometer südwestlich von Vohburg an der Donau entfernt.

## Geschichte
Rockolding wurde erstmals 821 urkundlich erwähnt. Die im Kern romanische Filialkirche St. Martin in Rockolding gehört zur Pfarrei St. Ottilia in Irsching. Die Eingemeindung der 1818 durch das zweite Gemeindeedikt begründeten Gemeinde nach Vohburg an der Donau erfolgte im Rahmen der Gebietsreform in Bayern im Jahre 1978.

### Baudenkmäler
Siehe: Liste der Baudenkmäler in Rockolding

## Wirtschaft, Bildung und Verkehr
An der Bahnstrecke Regensburg–Ingolstadt liegt der Bahnhof Vohburg-Rockolding am Südrand des Ortsteils. Dieser wurde früher zum Verladen der Zuckerrüben stark frequentiert.
Bei Rockolding kam es am 19. Dezember 1969 zum bislang größten Unfall auf dieser Strecke, als der Güterzug 7672 von Regensburg Rbf nach Vohburg an einem Bahnübergang, dessen Schranken nicht geschlossen waren, einen mit Benzin beladenen Tanklastzug rammte. Der von einer V 90 gezogene Zug bestand ebenfalls aus Kesselwagen mit Benzin und Heizöl; es kam zu einer großen Explosion. Der Lokführer konnte sich retten, der Lastwagenfahrer verbrannte eingeklemmt in seinem Führerhaus.
Zu Rockolding gehört auch die südöstlich gelegene Höfartsmühle. Die erstmalige Erwähnung  reicht bis ins 14. Jahrhundert zurück. Das Holzstoffwerk stellte in den frühen 1990er Jahren die Produktion ein.
Das neu ausgewiesene Baugebiet findet großen Anklang, so dass die Einwohnerzahl von Rockolding stetig steigt.

## Bildung und Kultur
Die Kinder von Rockolding gingen von 1928 bis 1970 in die ortseigene Schule. Seitdem wird das alte Schulhaus als Kindergarten genutzt.
In Rockolding wurden insgesamt acht Vereine gegründet. Der älteste Verein ist der Schützenverein „Einigkeit“ von 1892. Ansonsten kann man seine Freizeit durch die Mitgliedschaften bei der Freiwilligen Feuerwehr Rockolding, beim Krieger- und Kameradenverein, beim FC Rockolding, beim Fischerverein „Wellenbachfischer 1962 e. V.“ und Kleintierzuchtverein sowie für die Senioren beim Seniorenverein verbringen. Der Gesangsverein Rockolding wurde Anfang 2006 aufgelöst.